# Sénarens

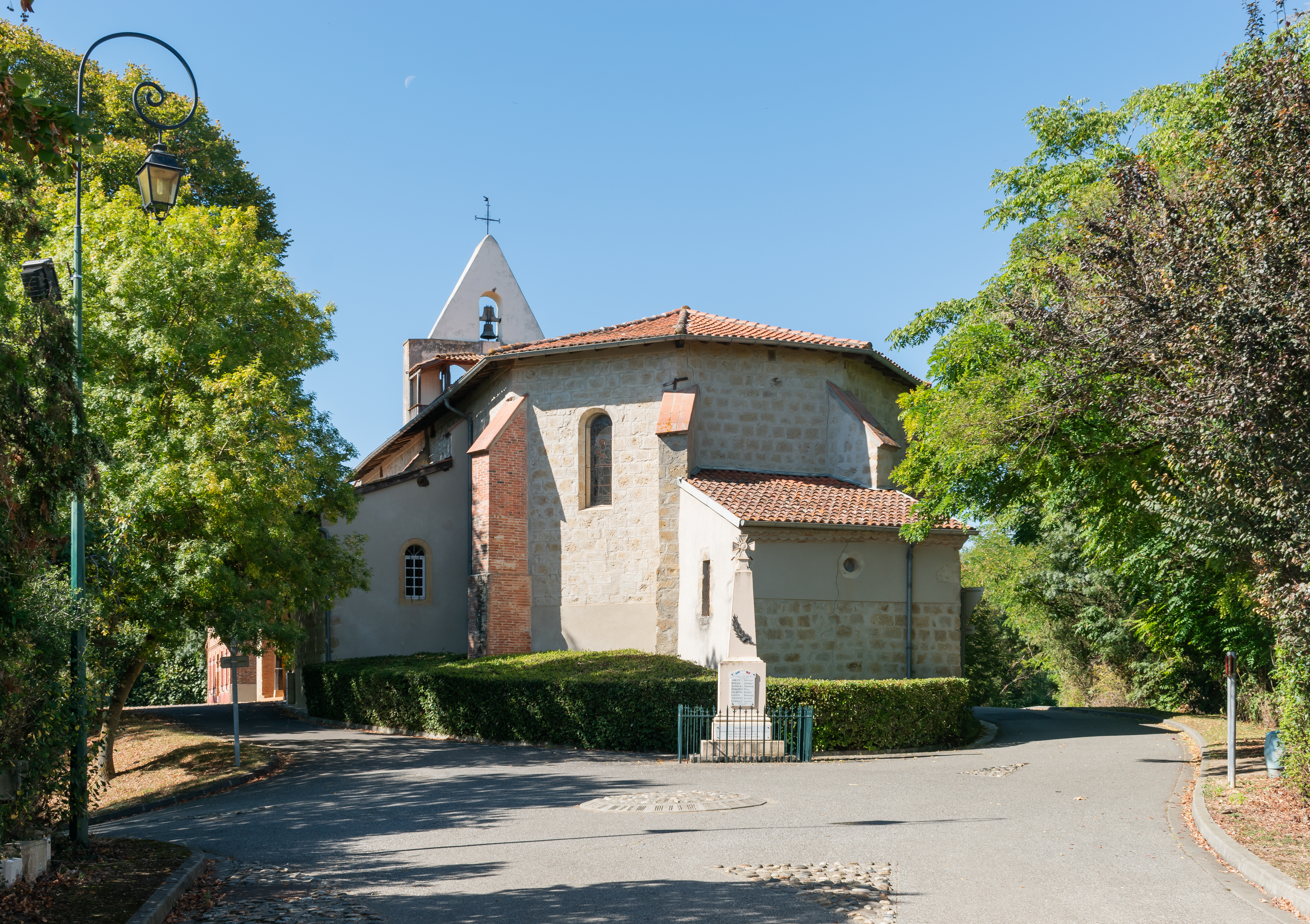
Église Sainte-Croix in Sénarens

Sénarens (okzitanisch gleichlautend) ist eine französische Gemeinde mit 118 Einwohnern (Stand: 1. Januar 2022) im Département Haute-Garonne und der Region Okzitanien (vor 2016 Midi-Pyrénées). Sie gehört zum Arrondissement Muret und zum Kanton Cazères. Die Bewohner werden Sénarenois genannt.

## Geographie
Sénarens liegt an der Grenze zum Département Gers, etwa 58 Kilometer südwestlich von Toulouse am Touch, der die Gemeinde im Süden begrenzt. Umgeben wird Sénarens von den Nachbargemeinden Goudex im Norden, Montpézat im Nordosten, Saint-Araille im Osten, Casties-Labrande im Süden, Cazac im Westen sowie Ambax im Nordwesten.

## Bevölkerungsentwicklung
| Jahr                       | 1962 | 1968 | 1975 | 1982 | 1990 | 1999 | 2006 | 2013 | 2020 |
| Einwohner                  | 136  | 128  | 122  | 107  | 108  | 101  | 103  | 117  | 118  |
| Quellen: Cassini und INSEE |      |      |      |      |      |      |      |      |      |

## Sehenswürdigkeiten
- Kirche Sainte-Croix